# Корно-Гранде
Ко́рно-Гра́нде (итал. Corno Grande — «большой рог») — гора в центральной Италии, высшая точка Апеннин.
Гора Корно-Гранде расположена в регионе Абруццо, в массиве Гран-Сассо. Высота — 2912 м.
Вершина Корно-Гранде пользуется популярностью у альпинистов, имеется несколько вариантов восхождения, первое из которых датируется ещё 1573 годом.
В каре горы расположен ледник Кальдероне — самый южный в Европе.